# Konrad I (książę Zähringen)
Konrad I (ur. ok. 1090 r., zm. 8 stycznia 1152 r. w Konstancji) – książę Zähringen w latach 1122–1152 z rodu Zähringen.

## Życiorys
Konrad był młodszym synem księcia Zähringen Bertolda II oraz Agnieszki, córki księcia Szwabii i antykróla Niemiec Rudolfa z Rheinfelden. Po śmierci ojca w 1111 r. tron książęcy objął jego starszy brat Bertold III, jednak Konrad odgrywał u jego boku ważną rolę polityczną. Po bezpotomnej śmierci brata w 1122 r. Konrad został jego następcą. Szczególnie dbał o rozwój terytorialny i gospodarczy księstwa, jego zasługą jest nadanie praw miejskich takim miastom jak Fryburg Bryzgowijski i Offenburg.
W polityce ogólnoniemieckiej Konrad stał po stronie króla Niemiec, a potem cesarza Lotara III z Supplinburga, który w 1127 r. przyznał Konradowi tytuł hrabiego Burgundii po bezpotomnej śmierci Wilhelma III. Jednak musiał toczyć walki z konkurentem do tego tytułu, Renaldem III podczas których zyskał kontrolę nad znaczną, południowo-wschodnią częścią Burgundii (obecnie tereny zachodniej Szwajcarii). Nie zdołał jednak opanować pozostałych ziem hrabiów burgundzkich po północno-zachodniej stronie Jury, gdzie władzę wraz z tytułem hrabiowskim utrzymał Renald; sam Konrad otrzymał tytuł rektora Burgundii. Używając zbrojnego nacisku Bertold zdołał także doprowadzić do wyboru przychylnego sobie opata Sankt Gallen, a następnie zdobył dla swego kandydata cesarskie zatwierdzenie.
Wydaje się, że Konrad w niewielkim stopniu uczestniczył w walkach cesarza Lotara przeciwko Hohenstaufom, a po śmierci Lotara poparł jego konkurenta, Konrada III Hohenstaufa. Jednak naciski Hohenstaufów na Konrada narastały, a w 1146 r. zaatakował go syn księcia Szwabii Fryderyk (późniejszy cesarz Fryderyk I Barbarossa) i odebrał mu Zurych, a wojna została zakończona tylko dzięki prośbom Konrada kierowanym do ojca swego przeciwnika. W 1147 r. Konrad nie wziął udziału w drugiej wyprawie krzyżowej, zamiast tego u boku Henryka Lwa (który w tym okresie został zięciem Konrada) uczestniczył w krucjacie połabskiej.

## Rodzina
Żoną Konrada była Klemencja (zm. 1158 r.), córka hrabiego Namur Gotfryda I. Mieli sześcioro dzieci:
- Konrad (zmarły w dzieciństwie),
- Bertold IV, następca ojca jako książę Zähringen,
- Rudolf, arcybiskup-elekt Moguncji, biskup Liège,
- Adalbert, książę Teck,
- Hugo, książę Ulmburga,
- Klemencja, żona księcia saskiego i bawarskiego Henryka Lwa, a następnie (po unieważnieniu pierwszego małżeństwa) hrabiego Sabaudii Humberta III.